# Práče
Práče (in tedesco Pratsch) è un comune della Repubblica Ceca facente parte del distretto di Znojmo, in Moravia Meridionale.